# Синаптична пластичність
Синаптична пластичність — можливість зміни чутливості синапсу (величини зміни трансмембранного потенціалу) у відповідь на активацію постсинаптичних рецепторів. За допомогою синаптичної пластичності реалізується нейропластичність, яка є основою пам'яті та навчання. 
Цей механізм характерний для всіх організмів з нервовою системою, здатних хоча б ненадовго навчатися. Після викиду нейротрансмітера в синаптичну щілину він активує рецептори постсинаптичної клітини, що приводить не тільки до передачі нервового імпульсу, але й збільшення або ослаблення його чутливості до подальших інмульсів (залежно від природи рецепторів і нейротрансмітера).

## Короткотривала синаптична пластичність
Значне число різних форм короткочасної (від мілісекунд до декількох хвилин) синаптичної пластичності було виявлено практично для всіх синапсів організмів різного рівня складності — від безхребетних до людини. Цей вид пластичності вважається важливим для короткочасної адаптації до сенсорної інформації, змін в поведінці, а також короткочасної пам'яті.
Короткочасна пластичність ініціюється короткими спалахами активності, які викликають тимчасове накопичення іонів кальцію в пресинаптичних терміналах. Внаслідок цього накопичення відбувається зміна ймовірності вивільнення нейротрансмітера через безпосередню модуляцію біохімічних процесів, що керують екзоцитозом.
Обробка парних імпульсів — найважливіше завдання короткочасної пластичності. Якщо клітина одержує два імпульси, розділені коротким інтервалом, відповідь на другий імпульс може бути як сильнішою (потенціація), так і послабленою (депресія), порівняно з відповіддю на перший. Ослаблення парних імпульсів спостерігається зазвичай при коротких інтервалах часу між ними (менше 20 мс); найімовірнішою причиною такого ослаблення може бути деактивація потенціал-залежних натрієвих та кальцієвих каналів або тимчасове зменшення числа везикул у пресинаптичному терміналі  . 
При великих інтервалах між стимулами (20-500 мс) у багатьох випадках відгук на другий сигнал сильніший, ніж на перший.
Прояв посилення або послаблення парних імпульсів залежить від історії синапсу. Ці форми пластичності сильно залежать від зміни ймовірності вивільнення нейротрансмітера у відповідь на перший сигнал. Якщо ця ймовірність висока, спостерігається тенденція до ослаблення другого сигналу; якщо ж активація синапсу одним сигналом малоймовірна, розумно припустити, що такий сигнал збільшить цю ймовірність. Маніпуляції, що змінюють ймовірність відгуку синапса на сигнал, можуть змінити величину ефекту або навіть змінити його характер - наприклад, з підсилення на ослаблення  
Більш довгоживучі форми пластичності виникають після серії високочастотних стимуляцій (судомної, або тетанічної стимуляції). Посилення (англ. augmentation, facilitation) і пост-судомна потенціація (англ. post-tetanic potentiation, PTP) описують збільшення викиду нейротрансмітера тривалістю від декількох секунд (посилення) до кількох хвилин (PTP). При цьому також збільшується ймовірність викиду нейротрансмітера за рахунок накопичення кальцію в пресинаптичному терміналі під час серії стимулів, що може поєднуватися з модифікацією пресинаптичних білків .
У деяких випадках судомна стимуляція призводить до депресії синаптичної зв'язку, яка може тривати від кількох секунд до хвилин. Зазвичай цей ефект виникає в синапсах з високою ймовірністю спрацювання, коли судомна стимуляція призводить до швидкого спустошення запасу везикул або іншим проявам інгібіторної машинерії.

## Довготривала синаптична пластичність
Вперше ідея про зв'язок між отриманням досвіду і зміною синаптичної сили була висловлена на рубежі XIX і ХХ ст. нобелівським лауреатом Сантьяго Рамон-і-Кахалем. Експериментальне вивчення довготривалої синаптичної пластичності базується на постулаті Хебба, сформульованому в 1949:

| «Якщо аксон клітини А розташований досить близько до клітини Б, щоб збуджувати її, і постійно бере участь у її активації, то в одній або обох клітинах відбуваються такі метаболічні зміни або процеси росту, що ефективність А як активатора Б, підвищується.»[5] |
У сучасному формулюванні постулат Хебба розуміється так: зміна ефективності передачі сигналу в синапси керується кореляцією сили, необхідної для активації пре- і постсинаптичного нейронів.
Перші експериментальні результати, що підтверджують постулат Хебба, були отримані на початку 1970-х років
 : багаторазова активація збуджуючих синапсів гіпокампа кролика викликала збільшення сили синапсу, що продовжувалося кілька годин або навіть днів. Це явище отримало назву «довготривала потенціація» (англ. long-term potentiation, LTP). Пізніше були відкриті інші явища, пов'язані з синаптичною пластичністю, - довгострокове ослаблення (англ. long-term depression, LTD), гомеостатична пластичність, метапластичність. Гомеостатична пластичність, наприклад, є зміною сили всіх синапсів конкретної клітини у відповідь на тривалі зміни активності, зокрема, збільшення сили синапсів у відповідь на зменшення активності сигналів. Цей вид пластичності пов'язаний з більшими проміжками часу, ніж довогтривала потенціація і довготривала депресія, і може бути важливим при розвитку нейрональних шляхів. Термін «метапластичність» належить до ефектів, пов'язаних зі зміною можливості синапсу проявляти пластичність.
На відміну від короткочасної пластичності, довготривала пластичність пов'язана з експресією генів і синтезом нових білків. Найбільш вивченими формами довготривалої пластичності, як і раніше залишаються LTP і LTD в області гіпокампа СА1, які керуюються N-метил-D-аспартатними (NMDA) рецепторами. Лише в останні роки були отримані докази на користь існування довготривалої потенціації ГАМКА-опосередкованої синаптичної передачі (LTPGABA), що походить з гетеросинаптичного механізму, але і цей процес вимагає активації NMDA-рецепторів у глутаматних синапсах